# Uroleucon riojanum
Uroleucon riojanum är en insektsart som beskrevs av Nieto Nafría och Mier Durante 2007. Uroleucon riojanum ingår i släktet Uroleucon och familjen långrörsbladlöss. Inga underarter finns listade i Catalogue of Life.